# Stihar

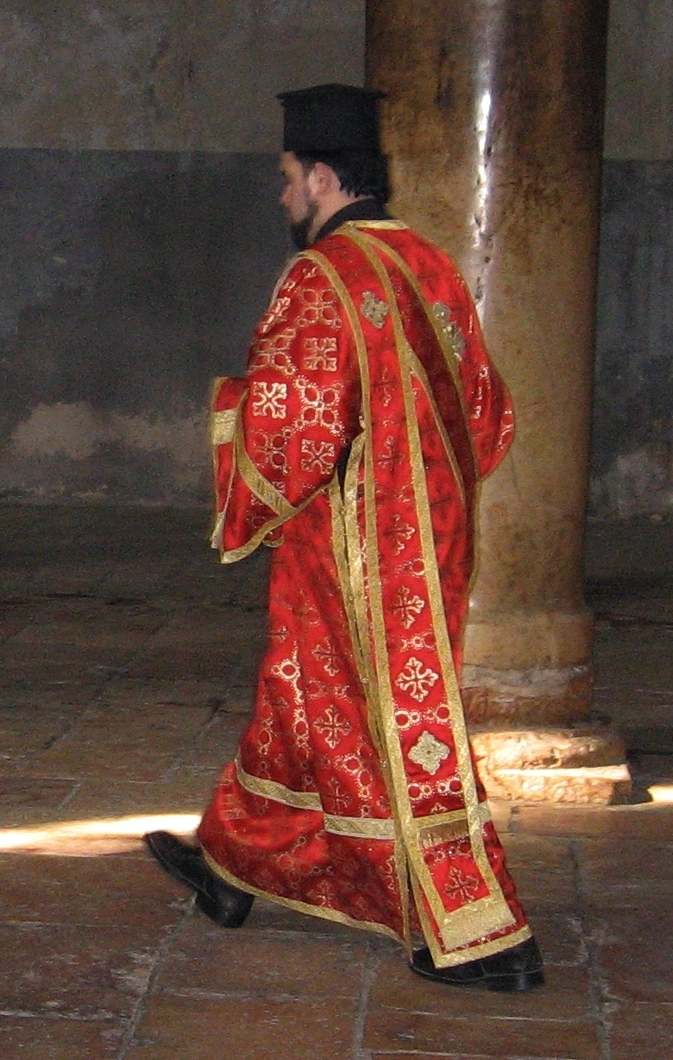
Stihar de culoare roșie (specific ritului grec)

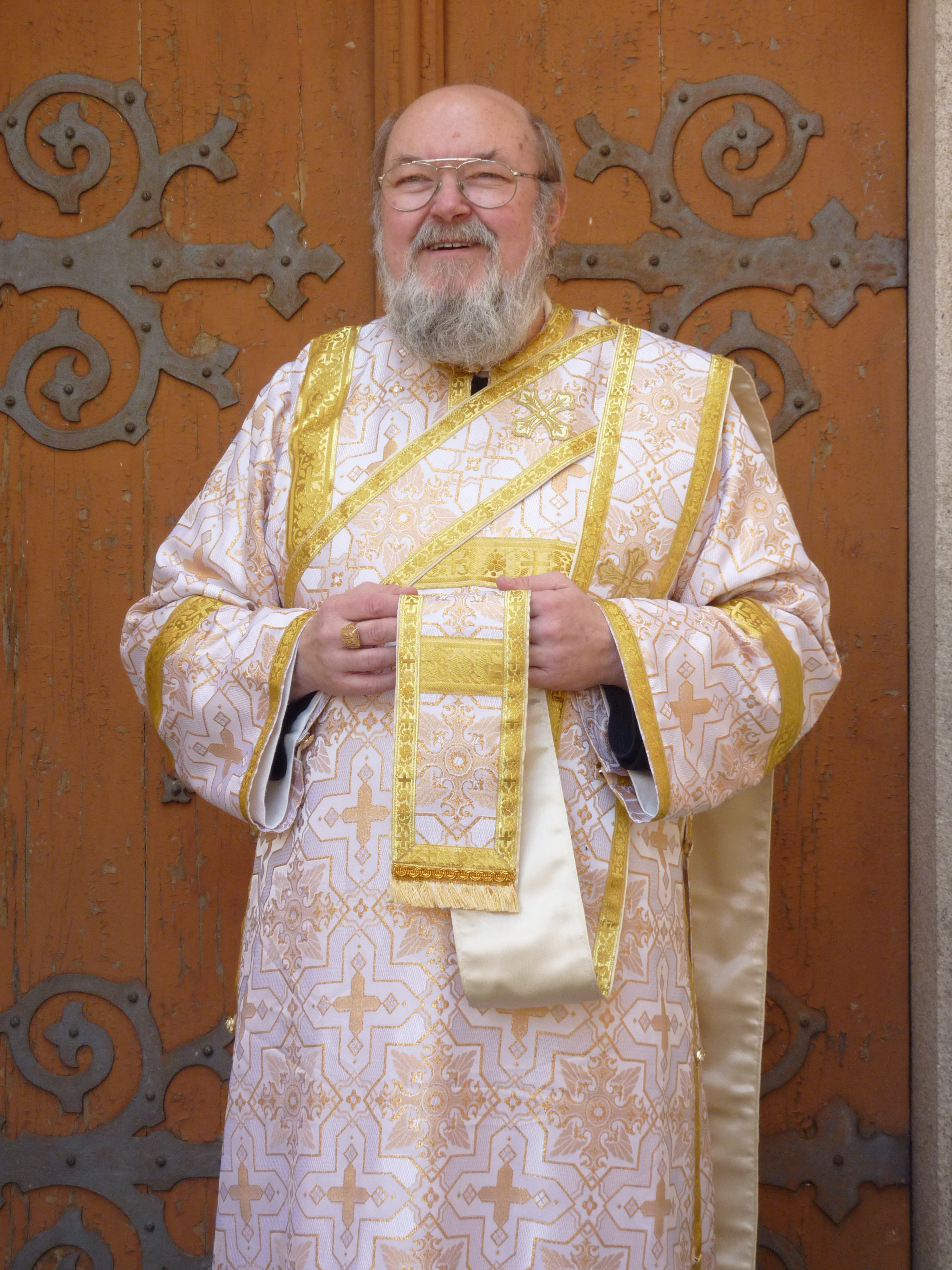
Diacon îmbrăcat în stihar

Stiharul, în riturile creștine, este veșmântul liturgic purtat în principiu de creștini după primirea tainei botezului, iar în mod uzual de clerici, îndeosebi la liturghie.

## Terminologie
Cuvântul românesc vine de la denumirea grecească στιχάριο (stixhárion), de la στείχω (stéixho = “a pune în rând”). În limba latină se cheamă «alba», datorită culorii acestui veșmânt liturgic în ritul roman.
În limba română, în limbajul uzual, cuvântul „stihar” se folosește, prin extensiune, de asemenea pentru a vorbi de dalmatică.

## Folosință
Din cele mai vechi timpuri ale creștinismului, catehumenii veneau pentru botez îmbrăcați în hainele obișnuite, iar după botez erau îmbrăcați cu stiharul, simbol al curăției, și simbol al lui Iisus înviat. De aceea în ritul latin stiharul este întotdeauna de culoare albă. Mai târziu, chiar în iconografie, Iisus va fi reprezentat în stihar, în scenele schimbării la față și învierii. Noii botezați (neofiții) veneau la biserică timp de o săptămână după botez, îmbrăcați în stihar.
Începând cu secolul al IV-lea clericii au purtat stiharul ca haină în viața de toate zilele, pentru a fi recunoscuți de către laici, urmând ca treptat să fie rezervat folosinței în cult, până în ziua de astăzi. Stiharul este veșmântul peste care se îmbracă celelalte.
Ritul armean, fiind pneumatocentric, va înlocui, pentru diacon și pentru clericii inferiori, stiharul alb cu dalmatica roșie, simbol al Duhului Sfânt. De aici se vor inspira bizantinii, introduind dalmatica de orice culoare. Latinii vor păstra și stiharul alb (în latină alba), căreia vor adăuga dalmatica bizantină colorată, pentru arhidiaconi, păstrând stiharul intact pentru toți ceilalți clerici.
Slavii au mers mai departe, colorând chiar stiharul preoțesc, dar această folosință rămâne străină tuturor celorlalte rituri.
Un număr însemnat de comunități occidentale conferă stiharul chiar și membrilor unui cor bisericesc.